# Jimmy Frizzell
Jimmy Frizzell (Greenock, 16 de febrero de 1937-3 de julio de 2016) fue un entrenador y futbolista británico que jugaba en la demarcación de centrocampista.

## Biografía
Debutó como futbolista en 1957, a los 20 años, en el Greenock Morton FC. Jugó en el club de Escocia durante tres temporadas, disputando un total de 41 partidos y anotando cuatro goles en la Scottish Championship, la primera división. En 1960 fichó por el Oldham Athletic AFC, con el que jugó 318 partidos y marcó 56 goles, retirándose en 1970 como jugador. Tras anunciar su retirada como jugador, el club anunció que sería entrenador del primer equipo, cargo que ejerció durante doce años, obteniendo un porcentaje de victorias del 36,63 %. En 1986 también fue el entrenador del Manchester City FC durante un año, dejando el cargo en 1987 y siendo el último club al que entrenaría.
Falleció el 3 de julio de 2016 a los 79 años de edad.

## Clubes

### Como futbolista
| Club                | País       | Año         | Partidos | Goles |
| ------------------- | ---------- | ----------- | -------- | ----- |
| Greenock Morton FC  | Escocia    | 1957 - 1960 | 41       | 4     |
| Oldham Athletic AFC | Inglaterra | 1960 - 1970 | 318      | 56    |

### Como entrenador
| Club                | País       | Año         |
| ------------------- | ---------- | ----------- |
| Oldham Athletic AFC | Inglaterra | 1970 - 1982 |
| Manchester City FC  | Inglaterra | 1986 - 1987 |